# Molophilus (Austromolophilus) coraperena
Molophilus (Austromolophilus) coraperena is een tweevleugelige uit de familie steltmuggen (Limoniidae). De soort komt voor in het Australaziatisch gebied.